# Taylor Hayes
Taylor Hayes is een personage uit de Amerikaanse soapserie The Bold and the Beautiful. De rol werd in 1990 geïntroduceerd en gespeeld door Hunter Tylo. Ze werd tijdelijk vervangen door actrice Sherilyn Wolter in 1990 en bleef dan tot 2002 bij de serie. In 2004 maakte ze een gastoptreden als geest en zei dat het de laatste keer zou zijn, maar amper een jaar later keerde ze terug om te blijven. Taylor verrees reeds twee keer uit de dood, en zweefde één keer op het randje van leven en dood. Taylors aartsvijand is Brooke Logan. Beide dames ruzieden jaren om het hart van Ridge, al waren ze op een bepaald moment ook dikke vriendinnen.

## Personagebeschrijving

### 1990-1994
Taylor Hamilton trouwde met Blake Hayes, maar dit huwelijk mislukte (dit kwam nooit op het scherm). Toen Taylor naar LA kwam was ze al een gescheiden vrouw. Taylor is psychiater en gebruikt de naam van haar eerste man steeds als professionele naam. Storm Logan, die haar nog kende van vroeger ontmoette haar en werd verliefd op Taylor, maar zij kreeg al snel gevoelens voor Ridge Forrester, die ze had bijgestaan nadat zijn vrouw Caroline Spencer overleed aan leukemie.
Taylors ex Blake kwam naar LA om haar terug te winnen. Blake had soms woede-uitbarstingen, een van de redenen van de scheiding en was geobsedeerd door Taylor. Hij huurde een appartement tegenover dat van Taylor en bespiedde haar. Blake spoorde Karen Spencer op, de identieke tweelingzus van Caroline, van wie niemand het bestaan af wist en bracht haar naar LA om Ridge en Taylor uit elkaar te halen. Dit mislukte en Blake verliet LA.
Ridge had een affaire met Brooke Logan, die met zijn vader getrouwd was, en vond dat zijn kleine broertje Eric Junior bij zijn ouders moest opgroeien en besloot dan om Brooke te laten gaan en hij volgde Taylor, die op vakantie was, naar het eiland St. Thomas en vroeg haar ten huwelijk. Op de dag van de bruiloft ontdekte Brooke dat ze zwanger was en probeerde het huwelijk tegen te houden, maar kwam te laat. Eric vertelde dat hij ook nog met Brooke geslapen had toen ze een avond dronken was. Na de geboorte van het kind werd een vaderschapstest uitgevoerd en Ridge bleek de vader te zijn. Brooke noemde het kind Bridget. Jaren later kwam echter aan het licht dat Sheila Carter de test vervalst had en dat Eric de vader was.
In 1992 kwam Taylors mentor James Warwick naar La om door Taylor behandeld te worden voor zijn jeugdtrauma’s. Taylor had veel respect en bewondering voor haar college James en dit werd fout geïnterpreteerd door Ridge, die dacht dat ze een verhouding hadden.Tijdens een bezoekje aan de Forrester-chalet in Big Bear met James kwam er een aardbeving waardoor de chalet instortte. Taylor en James zaten klem en ze dreigden te bevriezen. James bekende aan Taylor dat hij nog maagd was en dat hij niet als maagd wilde sterven. Uit medelijden bedreef Taylor de liefde met James, uiteindelijk werden ze net op tijd gered. Taylor biechtte dit aan Stephanie op, maar die vond dat Ridge dat niet moest weten. Nadat Taylor naar een medische conferentie ging in het Midden-Oosten legde ze een brief voor Ridge waarin ze over haar onenightstand met James vertelde. Het vliegtuig van Taylor stortte neer en Ridge moest voor de tweede keer zijn vrouw afgeven. Stephanie vond het niet nodig dat Ridge het zou weten van Taylors ontrouw en onderschepte de brief. Ridge vond steun in Brooke en ze werden al snel verliefd op elkaar.
Maar Taylor was helemaal niet omgekomen in de vliegtuigcrash. Taylor werd op de luchthaven overvallen en zwaar toegetakeld en een andere vrouw nam haar plaats met haar ticket en kwam om het leven. Taylor werd gevonden door de Marokkaanse prins Omar. Na een tijd ontwaakte Taylor, die hij Laila noemde, uit haar coma. Een raadgever van de prins probeerde hem ervan te overtuigen dat Taylor nog een leven had in Amerika, maar prins Omar vond dat aangezien Ridge met Brooke ging trouwen Taylor wel niet zo erg zou gemist worden. Taylor die eerst aan geheugenverlies leed kreeg dit langzaam terug en wilde weer naar LA om bij Ridge te zijn. Ridge en Brooke maakten hun huwelijksreis op een jacht, niet ver van de Marokkaanse kust en prins Omar kon het zo regelen dat ze bij hem op bezoek kwamen. Taylor zag Ridge en Brooke van achter een glazen wand. Taylor kon haar bewakers verschalken en geraakte gesluierd bij Ridge en werd voorgesteld als prinses Laila. Hoewel ze de kans had besloot ze om zich toch niet bekend te maken aan hem en hem gelukkig te laten zijn met Brooke. Nadat haar vader een hartaanval gekregen had kon Taylor het niet meer aan en wilde ze terug naar LA.Omar besefte dat Laila niet voor hem bestemd was en liet haar gaan. Taylor kwam vermomd en maakte zich eerst aan Brooke bekend, die haar probeerde te overtuigen om terug naar Marokko te gaan. Nadat Ridge ontdekte dat Taylor nog leefde moest hij een hartverscheurende keuze maken. Hij koos er uiteindelijk voor om van haar te scheiden en bij Brooke en Bridget te blijven.
Taylor vond troost bij Eric, die net gescheiden was van Sheila Carter. Taylor en Eric werden verliefd, maar ze wisten dat hun relatie onmogelijk zou zijn omwille van de voorgeschiedenis met Ridge en Stephanie en besloten er een einde aan te maken. Tot op heden weten zowel Ridge als Stephanie niet dat er ooit iets geweest is tussen Eric en Taylor.

### 1995-1998
Ridge vond een brief van Brooke aan de dokter die de vaderschapstest van Bridget had uitgevoerd waarin ze vroeg om Ridge als vader aan te duiden en dat ze niet wilde weten of het nu Ridge of Eric was die de vader was. Ridge was erg teleurgesteld en na een nieuwe test bleek dat Eric de vader was van Bridget. Later kwam uit dat het niet Brooke was die de brief had geschreven, maar Sheila Carter. Brooke verloor haar verstand en verdween een tijdje. Ridge ging op zoek naar haar en ze verzoenden zich weer.
Brooke werd bevriend met de nieuwe ontwerper van Forrester, Grant Chambers, die al snel verliefd werd op haar. Stephanie was op de hoogte van die gevoelens en zorgde ervoor dat Ridge de twee zag kussen (een vaarwelkus die hun relatie eigenlijk beëindigde). Ridge was verbolgen en op de modeshow liep Taylor model met de bruidsjurk en op de catwalk vroeg Ridge haar ten huwelijk. Ze droeg de jurk die Ridge voor Brooke ontworpen had en gaf haar de verlovingsring die voor Brooke bedoeld was. Brooke begreep het niet en was er het hart van in. Brooke besloot dan om met Grant te trouwen. Thorne probeerde Ridge ervan te overtuigen om het huwelijk stop te zetten omdat hij van Brooke hield. Ridge deed er alles aan om het huwelijk, dat op een boot plaatsvond, te verhinderen, maar kwam te laat. Kort daarna werd Grant neergeschoten. Ridge werd gearresteerd en Brooke had een schuldgevoel omdat ze dacht dat dit haar schuld was. Uiteindelijk bleek dat Rick Grant had neergeschoten en dat Grant hem probeerde te beschermen en daardoor Ridge beschuldigde. Brooke was erg aangedaan dit te vernemen en beloofde in de toekomst er meer te zijn voor haar kinderen. Ridge werd vrijgelaten.
Clarke Garrison ontdekte dat het huwelijk van Brooke en Grant ongeldig was omdat de kapitein van het schip een oplichter was. Brooke besloot nu om alles uit de kast te halen om Ridge en Taylor uit elkaar te krijgen. Ze probeerde hem in bed te krijgen, maar Ridge kon het niet. Net dat moment ziet Taylor hun samen in bed liggen. Niet wetende dat er niks gebeurd is. Taylor wilde net aan Ridge vertellen dat ze zwanger was, maar nadat ze Ridge en Brooke samen zag overtuigde Thorne haar om te doen alsof het kind van hem was. Thorne was verliefd geworden op Taylor. Nadat Brooke ontdekte dat Ridge de vader was twijfelde ze of ze de waarheid zou zeggen aan Ridge, maar ze wist dat Ridge enkel bij haar was omdat hij dacht dat Taylor hem bedrogen had met Thorne. Nadat de Forresters naar Italië gingen aan het Comomeer vroeg Ridge Brooke daar ten huwelijk. Taylor wilde intussen toch de waarheid vertellen aan Ridge, maar Thorne en Brooke konden dit verhinderen. Toen Taylor niet wilde opgeven vertelde Brooke dat ze ook zwanger was. Taylor was achterdochtig en wilde hiervan bewijs. Brooke schoof de ceremonie een uur vooruit zodat Taylor te laat zou zijn, maar op weg naar de bruiloft kreeg Taylor weeën en baarde ze haar zoon Thomas. Brooke en Ridge gingen op huwelijksreis en daar vertelde Brooke dat ze een miskraam had gekregen. Nadat ze terug in Los Angeles waren vertelde Taylor toch de waarheid aan Ridge en de rol die Brooke hierin gespeeld had. Ridge confronteerde Brooke en vroeg of ze de zwangerschap geveinsd had, maar ze bleef volhouden dat dit niet zo was. Ridge liet zijn huwelijk met Brooke annuleren en ging weer naar Taylor. Brooke stortte zich op haar werk en startte met de lingerielijn Brooke’s Bedroom, wat de Forresters niet allemaal konden appreciëren. Ze probeerde zo Ridge terug te winnen, maar hij maakte haar duidelijk dat hij voor Taylor gekozen had.

### 1999-2002
In 1999 begon Taylor te werken met Pierce Peterson, die verliefd werd op Taylor, maar zij kon aan de verleiding weerstaan. Dan werd Taylor zwanger van een tweeling. Nadat ze in contact kwam met een landloper aan het strandhuis werd ze besmet met tuberculose. De landloper overleed en Taylors toestand verergerde. Ze weigerde antibiotica te nemen omdat dit de gezondheid van haar kinderen kon schaden. Taylor was erg zwak toen ze beviel van Phoebe en Steffy. Haar geest verliet zelfs even haar lichaam en deze kwam in contact met de geest van de overleden landloper die haar kon overtuigen om te vechten voor haar leven en kinderen en terug te keren. Taylor genas wonderbaarlijk.
Brooke nam Morgan DeWitt aan als ontwerpster bij Forrester Creations. Morgan is een ex van Ridge. Ze waren een koppel toen ze tieners waren en Morgan raakte zwanger. Ze ging naar Stephanie voor raad die haar een abortus opdrong en haar de stad uit stuurde. Morgan heeft dit nooit kunnen verwerken. Morgan werd een goede vriendin van Taylor en ze vroeg aan Ridge om haar opnieuw zwanger te maken zodat ze het verleden eindelijk kon laten rusten. Nadat Taylor haar vader Jack Hamilton ging bezoeken leende Morgan de laptop van Taylor en stuurde een mail naar Ridge waarin Taylor zogezegd haar zegen gaf om met Morgan te slapen. Ridge en Morgan bedreven de liefde. Toen Taylor terugkwam ontdekte Ridge dat Morgan hem erin geluisd had. De vriendschap tussen Morgan en Taylor was al snel over. Na een fikse ruzie bij Ridge thuis tussen beide dames viel Morgan van het balkon af en kreeg een miskraam. Taylor en Ridge gingen met de kinderen op reis met een jacht. Steffy was plots verdwenen en iedereen dacht dat ze door een haai opgegeten was. Morgan had Steffy echter laten ontvoeren en verborg haar bij haar thuis. Ze deed haar een pruik op zodat ze op Morgan zou lijken. Toen Taylor op een keer bij Morgan thuis was ontdekte ze de waarheid en werd dan ook gevangengenomen door haar. Morgan liet een bericht achter aan Ridge in naam van Taylor dat ze stad uit ging voor een tijdje. Ridge kon dit niet geloven en ontdekte de waarheid. Hij reed met zijn auto door de woonkamer van Morgan en verenigde zich met Taylor en Steffy. Morgan verdween achter de tralies.
Na jaren vechten voor haar familie en het uitbouwen van een leven met Ridge besloot Taylor dat het tijd was om opnieuw aan de slag te gaan als psychiater in de praktijk van dokter Nunez. Haar eerste patiënt was Antonio Dominguez, de nieuwe vriend van Kristen Forrester, die besmet was met het Hiv. Taylor dreigde haar licentie te verliezen omdat ze dit niet voor Kristen verborgen wilde houden, maar ze kon Antonio overtuigen om het toch tegen Kristen te vertellen.
Nadat het huwelijk van Brooke en Thorne op de klippen liep ging Brooke weer achter Ridge aan. Massimo Marone probeerde dit te verhinderen door Brooke’s vader Stephen Logan een grote som geld aan te bieden om te doen alsof hij ziek was zodat Brooke hem zou bijstaan in Parijs. Nadat de waarheid aan het licht kwam en Ridge ontdekte dat Taylor hiervan op de hoogte was dacht ze dat haar huwelijk voorbij was. Ook Brooke was er zeker van dat Ridge nu voor haar zou kiezen, maar hij vergaf Taylor en bleef bij haar.
Toen Brooke een affaire begon met haar schoonzoon Deacon Sharpe kreeg en zwanger werd wilde ze dit voor iedereen verborgen en gin naar een kuuroord. Ze maakte Ridge directeur-generaal van Forrester en hij maakte hier misbruik van en probeerde via een achterpoortje om opnieuw de controle van het bedrijf te krijgen. Taylor werd nu ook een bestuurslid. Rick en Deacon stopten hem net op tijd en Ridge werd uit het bedrijf gezet en Brooke zorgde er ook voor dat Taylor geen zeggenschap meer had. Ridge ging voor Marone werken en kon niet meer zo goed opschieten met zijn familie, vooral zijn broer Rick en diens vrouw Amber. Dit werd een probleem toen Taylor Amber begon te helpen met haar drugsprobleem en nam haar later in huis toen Rick en Amber uit elkaar gingen. Amber werd door Sheila ontvoerd, die haar wilde vermoorden, maar Massimo en Stephanie konden dit net op tijd verhinderen. Sheila kon echter ontsnappen en reed naar het huis van Eric en hield hem onder schot. Taylor dacht dat Eric in gevaar was nu Sheila weer in LA was en ging naar zijn huis waar Sheila haar nu ook onder schot nam. Terwijl Taylor Sheila probeerde te overtuigen om zich over te geven kwam Brooke de kamer binnen. Eric probeerde het pistool van Sheila af te pakken en Sheila schoot Brooke en Taylor neer. Brooke was slechts lichtgewond, maar Taylor was zwaar toegetakeld. De dokters hadden geen hoop meer en Taylor wilde losgekoppeld worden van de machines en in vrede sterven. Ze stierf in de armen van Ridge.

### 2005-heden
In 2005 trouwde Bridget met Nick Marone en op de bruiloft hoorden ze een vrouw schreeuwen; Ridge ging kijken en kwam oog in oog te staan met een gesluierde vrouw in wie hij Taylor herkende. Dan werd Taylor door twee mannen meegenomen en werd Ridge neergeslagen. Niemand geloofde dat hij Taylor gezien had en hij werd voor gek verklaard. Samen met Nick en Thorne groef hij het graf van Taylor op en zag dat daar een wassen pop van Taylor in lag. Dan maakte Taylor zich bekend aan Ridge op het kerkhof. Ze legde uit dat ze in een diepe coma was en dat prins Omar haar toen uit het ziekenhuis had laten halen en een wassen pop in de plaats gelegd had. Het duurde heel lang vooraleer ze genezen was en ze kon haar gezin niet vergeten en uiteindelijk liet prins Omar haar voor de tweede keer gaan. Iedereen was blij dat Taylor terug was, maar zelf was ze minder gelukkig met het feit dat Ridge nu met Brooke getrouwd was en zelfs een zoon met hem had.
Ridge kon niet goed kiezen tussen Taylor en Brooke en daardoor hielp Stephanie hem een handje. Ze veinsde een hartaanval en deed alsof ze stervende was. Om haar laatste wens in te willigen hernieuwden Ridge en Taylor hun trouwgeloften. Brooke kon haar koffers pakken, maar vertrouwde het hele zaakje niet en met de hulp van Jackie Payne ontdekte ze dat Stephanie 1 miljoen dollar had betaald aan dokter Mark MacClaine om haar te helpen bij de geveinsde hartaanval. De hele familie was woedend op Stephanie en ook Taylor die het een blijk van wantrouwen in haar vond. Taylor bleef zich afvragen of Ridge wel echt voor haar gekozen zou hebben als Stephanie er niet was geweest. Toen Ridge een tijdje op zakenreis ging groeide Taylor naar Hector Ramirez toe en kuste met hem. Taylor liet het niet verder komen maar had een enorm schuldgevoel. Toen Ridge thuis kwam biechtte ze de kus met Hector aan hem op en ging zelfs nog verder, ze vertelde Ridge over haar slippertje met James in Big Bear meer dan tien jaar geleden. Ridge was bereid om Taylor te vergeven voor haar ontrouw, maar kon haar niet vergeven voor de hypocriete houding die ze al die jaren had aangenomen tegenover Brooke. Ridge liet zijn huwelijk met Taylor annuleren.
Taylor raakte aan de drank. Op een avond belde Phoebe haar toen ze autopech had, Taylor , die gedronken had reed naar haar toe en overreed Darla, die hierdoor om het leven kwam. Thorne zocht troost bij Taylor, niet wetende dat zij Darla had omvergereden. Taylor wilde bekennen maar Phoebe en Hector probeerden dit uit haar hoofd te praten. Toen Thorne haar een huwelijksaanzoek deed bekende ze wat ze gedaan had. Thorne was woedend en Taylor werd berecht. Thorne getuigde echter in het voordeel van Taylor en ze werd vrijgesproken. Thorne en Taylor verloofden zich maar nadat duidelijk werd dat Thorne’s dochter Alexandria zich niet kon verzoenen met de moordenares van haar moeder verbraken ze de verloving.
Nadat Nick Marone in therapie ging bij Taylor werden ze verliefd op elkaar. Ze verloofden zich in maart 2007 en wilden meteen aan kinderen beginnen. Bridget vertelde hen echter dat Taylor niet langer zwanger kon worden op de natuurlijk wijze, enkel via kunstmatige inseminatie. Taylor en Nick trouwden op 1 mei 2007 en nadat ze zwanger was gaf ze geboorte aan een zoon, Jack Hamilton Marone. Dan kwam echter aan het licht dat in het ziekenhuis het sperma van Nick de eicellen van Brooke bevrucht hadden zodat Taylor het kind van Brooke en Nick gedragen had. Brooke verzekerde Taylor dat zij de moeder van Jack was en stond haar rechten af. Het huwelijk met Nick liep hierdoor spaak en Taylor verloor het hoederecht en begon opnieuw te drinken. Taylor vond steun bij Rick.
Rick liet Taylor zien wat voor een geweldige vrouw ze is en kuste haar. Taylor dacht echter dat het haar dochters hart zou breken omdat zij ook een relatie had gehad met Rick. Na een ruzie tussen Taylor en Brooke nam Rick het voor Taylor op en kuste haar voor zijn moeder. Rick en Taylor wilden nu samen vechten voor het hoederecht over Jack. Taylor kreeg het hoedrecht terug maar verbrak de relatie met Rick omdat Phoebe dit wilde. Uiteindelijk wilde ze niet in de weg staan van het geluk van haar moeder en ging Taylor wel in op het aanzoek van Rick.